# Tupuji Imere FC
Le Tupuji Imere FC est un club de football de la République de Vanuatu basé à Port Vila.

## Histoire
Le club est créé en 1999 afin de concurrencer le Tafea FC, club qui avait remporté toutes les éditions du championnat du Vanuatu depuis la création de cette compétition en 1994.
Aujourd'hui, le Tupuji Imere FC est le seul club à concurrencer le Tafea FC. Il se classe régulièrement sur le podium du championnat. Le club subit toutefois une défaite mémorable de 12-0 contre le Tafea FC.

## Palmarès
- Championnat du Vanuatu (1) 
  - Champion : 2018
  - Vice-champion : 2006, 2007